# دهستان خالدآباد
دهستان خالدآباد نام دهستانی در بخش امامزاده شهرستان نطنز، استان اصفهان در ایران است.

## جمعیت
براساس سرشماری مرکز آمار ایران در سال ۱۳۸۵، جمعیت آن ۳۳۳۸ نفر (۸۱۳ خانوار) بوده‌است.